# Gurimu Narita
Gurimu Narita, né le 1er février 1994, est un snowboardeur handisport japonais.

## Palmarès

### Jeux paralympiques d'hiver
- Jeux paralympiques d'hiver de 2018
  -  Médaille d'or en Banked slalom
  -  Médaille de bronze en Snowboard Cross